# Renata Štrbíková

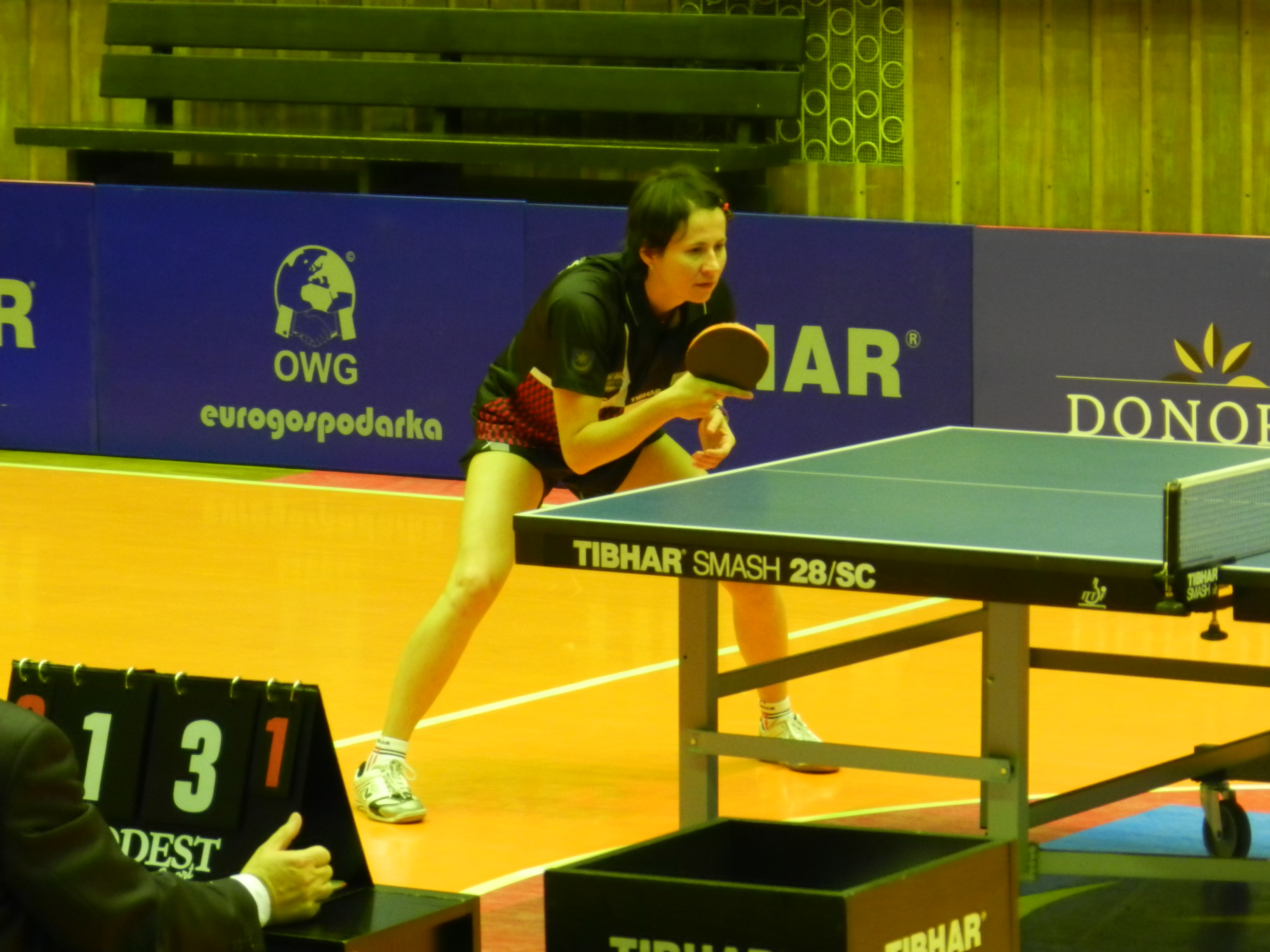
Renata Štrbíková

Renata Štrbíková (ur. 6 sierpnia 1979 roku w Hawierzowie) – czeska tenisistka stołowa, mistrzyni Europy w mikście, siedmiokrotna indywidualna mistrzyni Czech. Była zawodniczka zespołu MSK Břeclav, z którym wywalczyła drużynowe mistrzostwo Czech. W latach 2010–2015 reprezentowała barwy klubu KTS Tarnobrzeg, z którym pięciokrotnie zdobyła tytuł Drużynowego Mistrza Polski.

## Osiągnięcia
- Zakwalifikowanie się na Igrzyska Olimpijskie  w Atenach (2004) i Pekinie (2008)
- Brązowa medalistka Mistrzostw Europy w drużynie (w 2013 roku w austriackim Schwechat z Ivetą Vacenovską, Daną Cechovą, Haną Matelovą, Kateriną Penkavovą)
- Złota medalistka Mistrzostw Europy w mikście (w 2013 roku z Antoninem Gavlasem)
- Brązowa medalistka Mistrzostw Europy w drużynie (w 2009 roku w Stuttgarcie z Ivetą Vacenovską, Daną Hadačovą, Kateriną Penkavovą)
- Siedmiokrotna indywidualna mistrzyni Czech w singlu[2] (1998, 2000, 2002, 2004, 2006, 2009, 2010)
- Mistrzyni Czech w deblu (w 2002 roku z Aleną Vachovcovą)
- Mistrzyni Czech w mikście (w 1998 roku z Radkiem Kostalem)
- Trzykrotna drużynowa mistrzyni Czech (SKST Banik Havířov, SK Frýdlant nad Ostravicí, MKS Břeclav)
- Pięciokrotna drużynowa mistrzyni Polski (w 2011, 2012, 2013, 2014 i 2015 roku z KTS Tarnobrzeg)
- 1/8 finału w singlu na Mistrzostwach Świata 2009 w Yokohamie
- Półfinał zawodów Pro Tour w Brazylii